# Pavlovce nad Uhom
Pavlovce nad Uhom (in ungherese Pálóc) è un comune della Slovacchia facente parte del distretto di Michalovce, nella regione di Košice.